# 1910 في الولايات المتحدة
فيما يلي قوائم الأحداث التي وقعت خلال عام 1910 في الولايات المتحدة.

## سياسة

### تعيين في المنصب
- 1 يناير – ويليام جاى جينور عمدة مدينة نيويورك.
- 22 أبريل – ليونارد وود رئيس أركان جيش الولايات المتحدة.
- 19 ديسمبر – إدوارد دوغلاس وايت رئيس المحكمة العليا للولايات المتحدة.

### انتهاء فترة المنصب
- 21 أبريل – جيمس فرانكلين بيل رئيس أركان جيش الولايات المتحدة.
- 4 يوليو – ميلفيل فولر رئيس المحكمة العليا للولايات المتحدة.
- 6 أكتوبر – تشارلز إيفانز هيوز حاكم نيويورك [الإنجليزية]‏.

## ظهور
- 1 يناير – بوب أوبرالي

## كتب
من الكتب التي صدرت هذه السنة في الولايات المتحدة:
- 1 يناير – مدينة الزمرد في أوز من تأليف ليمان فرانك بوم.

## مواليد

### يناير
- 1 يناير – جورج حاتم[1]
- 1 يناير – ويليام ب رو فنان أمريكي.[2]
- 3 يناير – جون ستورجس مخرج أفلام أمريكي.[3]
- 7 يناير – فرانك لوبين لاعب كرة سلة من الولايات المتحدة الأمريكية.[4]
- 8 يناير – ريتشارد كرومويل[5]
- 10 يناير – بول بيرش
- 10 يناير – بيل فيدلر لاعب كرة قدم أمريكي.[6]
- 12 يناير – باتسي كيلي ممثلة أمريكية.[7]
- 16 يناير – أوريليوس باتاغليا فنان أمريكي.[8]
- 24 يناير – الجدة د

### فبراير
- 14 فبراير – ويلارد شميت لاعب كرة سلة من الولايات المتحدة الأمريكية.
- 25 فبراير – ميليسنت فينويك سياسية أمريكية.[9]
- 27 فبراير – جوان بينيت ممثلة أمريكية.[10]
- 27 فبراير – كيلي جونسون[11]

### مارس
- 9 مارس – صامويل باربر ملحن أمريكي.[12]
- 12 مارس – توني جالنتو[13]
- 17 مارس – فرانك دي كوفا[14]
- 30 مارس – ألبرت روز فيزيائي أمريكي.[15]

### أبريل
- 8 أبريل – آرثر ديك
- 11 أبريل – أل هاركر لاعب كرة قدم أمريكي.[16]

### مايو
- 1 مايو – ايرل غورتون ينسلي عالم حشرات أمريكي.[17]
- 15 مايو – كونستانس كامينغز ممثلة أمريكية.[18]
- 23 مايو – سكاتمان كروذرس[19]

### يونيو
- 3 يونيو – بوليت غودارد ممثلة أمريكية.
- 4 يونيو – روبرت ب. أندرسون سياسي أمريكي.[20]
- 7 يونيو – آرثر جاردنر[21]
- 8 يونيو – سي سي بيك فنان قصص مصورة من الولايات المتحدة الأمريكية.[22]
- 14 يونيو – وليام رينولدز مونتير من الولايات المتحدة الأمريكية.[23]
- 17 يونيو – ريد فولي موسيقي أمريكي.[24]
- 18 يونيو – ديك فوران[25]
- 19 يونيو – ابي فورتاس
- 19 يونيو – بول جون فلوري كيميائي أمريكي.[26]
- 24 يونيو – تيدي ياروسز ملاكم من الولايات المتحدة الأمريكية.
- 26 يونيو – روي بلنكيت كيميائي أمريكي.[27]
- 28 يونيو – جون دي كراوس عالم فلك أمريكي.[28]
- 29 يونيو – فرانك ليوسر[29]

### يوليو
- 4 يوليو – غلوريا ستيوارت ممثلة أمريكية.[30]
- 8 يوليو – أدريان أنتوني سبيرز
- 10 يوليو – ماري بنتينغ[31]
- 11 يوليو – سالي بلن ممثلة أمريكية.[32]
- 14 يوليو – ويليام هانا[33]
- 17 يوليو – فرانك أولسن كيميائي أمريكي.[34]
- 18 يوليو – ميدجت ولجاست ملاكم من الولايات المتحدة الأمريكية.
- 25 يوليو – جيمي جاكسون
- 28 يوليو – بيل غودوين ممثل أمريكي.[35]

### أغسطس
- 4 أغسطس – أنيتا بيج ممثلة أمريكية.[36]
- 5 أغسطس – فرانسيس جونسون لاعب كرة سلة من الولايات المتحدة الأمريكية.
- 8 أغسطس – سيلفيا سيدني[37]
- 15 أغسطس – كين أوفيرلين ملاكم من الولايات المتحدة الأمريكية.[38]
- 29 أغسطس – فيفيان توماس[39]

### سبتمبر
- 5 سبتمبر – ديك جونز سياسي أمريكي.
- 10 سبتمبر – كينغ فينسكي ملاكم من الولايات المتحدة الأمريكية.
- 17 سبتمبر – مارشال هول رياضياتي أمريكي.[40]
- 20 سبتمبر – دوروثي جونسون فون[41]
- 23 سبتمبر – إليوت روزفلت سياسي أمريكي.[42]

### أكتوبر
- 8 أكتوبر – غيس هول سياسي أمريكي.[43]
- 8 أكتوبر – كيرك ألين ممثل أمريكي.[44]
- 13 أكتوبر – روبرت مككمسون[45]
- 14 أكتوبر – جون وودن[46]
- 23 أكتوبر – هايدن رورك ممثل أمريكي.[47]
- 27 أكتوبر – مارغريت هاتشينسون روسو مهندسة كيميائية أمريكية صممت أول مصنع لإنتاج البنسلين تجاريا.
- 29 أكتوبر – ريموند روبونسون

### نوفمبر
- 21 نوفمبر – هامر اتش بادج سياسي أمريكي.[48]

### ديسمبر
- 4 ديسمبر – أليكس نورث ملحن أمريكي.[49]
- 7 ديسمبر – لويس بريما مغني أمريكي.[50]
- 21 ديسمبر – هيلارد بيل هنتنغتون فيزيائي أمريكي.
- 25 ديسمبر – براين غرانت لاعب كرة مضرب من الولايات المتحدة.
- 30 ديسمبر – بول بولز[51]
- 30 ديسمبر – هوارد جونز طبيب أمريكي.[52]

## وفيات

### يناير
- 30 يناير – جرانفيل وودز (مواليد 1856)[53]

### فبراير
- 5 فبراير – جيمس وليام مارشال (مواليد 1822) سياسي أمريكي.[54]
- 24 فبراير – تشارلز ريد بارنز (مواليد 1858) عالم نبات أمريكي.

### أبريل
- 4 أبريل – جورج هنري وليامز (مواليد 1823) سياسي أمريكي.[55]
- 12 أبريل – ويليام سمنر (مواليد 1840)[56]
- 21 أبريل – مارك توين (مواليد 1835) كاتب أمريكي.[57]
- 26 أبريل – غارتسون جورج جيبسون (مواليد 1832) سياسي ليبيري.

### مايو
- 24 مايو – جورج فريدريك باركر (مواليد 1835)

### يونيو
- 5 يونيو – أوليفر هنري (مواليد 1862)[58]
- 23 يونيو – جون هارت ماكجرو (مواليد 1850) سياسي أمريكي.[59]

### يوليو
- 4 يوليو – ميلفيل فولر (مواليد 1833) سياسي أمريكي.[60]

### أغسطس
- 10 أغسطس – جو غانس (مواليد 1874) ملاكم من الولايات المتحدة الأمريكية.[61]
- 26 أغسطس – ويليام جيمس (مواليد 1842)[62]

### سبتمبر
- 29 سبتمبر – وينسلو هومر (مواليد 1836) رسام أمريكي.[63]

### أكتوبر
- 15 أكتوبر – ستانلي كيتشيل (مواليد 1886)[64]
- 17 أكتوبر – جوليا وارد هاو (مواليد 1819)[65]

### نوفمبر
- 23 نوفمبر – هولي هارفي كريبن (مواليد 1862) معالج مثلية من الولايات المتحدة الأمريكية.[66]
- 25 نوفمبر – روبرت ووكر تايلور (مواليد 1852) سياسي أمريكي.[67]
- 29 نوفمبر – صموئيل الكسندر (مواليد 1858)

### ديسمبر
- 3 ديسمبر – ماري بيكر إيدي (مواليد 1821)[68]
- 3 ديسمبر – ويسلي ميريت (مواليد 1836) سياسي أمريكي.